# Hada decrepita
Hada decrepita là một loài bướm đêm trong họ Noctuidae.